# Antonio Adolfo Pérez Aguilar
Antonio Adolfo Pérez Aguilar (ur. 20 maja 1839 w San Salvadorze, zm. 17 kwietnia 1926) – salwadorski duchowny katolicki, biskup diecezjalny San Salvador 1888-1913 i arcybiskup metropolita San Salvador 1913-1926.

## Życiorys
Święcenia kapłańskie otrzymał 21 marca 1863.
13 stycznia 1888 papież Leon XIII mianował go biskupem diecezjalnym San Salvador. 29 czerwca 1888 z rąk arcybiskupa Manuela Francisca Véleza przyjął sakrę biskupią. 11 lutego 1913 objął obowiązki arcybiskupa metropolity San Salvadoru. Funkcję pełnił aż do swojej śmierci.
Zmarł 17 kwietnia 1926.